# 覺姓
覺姓，是中文姓氏之一。不在《百家姓》排行之列，現已非常罕見。

## 姓氏起源
根據清代《欽定皇朝通志·氏族略·滿洲八旗姓》記載：滿族覺禪氏，又作覺察氏。滿語為Giocan Hala，意為“教場”。世居佛阿拉（今遼寧新賓）、扎庫木（今遼寧撫順）、烏蘇里江、長白山等地，隸屬於滿洲正紅旗。
清朝中葉以後，覺禪氏始以“教場”本義冠漢字單姓為教氏，亦有改漢姓為覺氏者。

## 分布地區
今中华人民共和国東北遼寧省本溪满族自治县、鐵嶺市、大連市以及瀋陽市等地。